# طارق مصطفی
طارق مصطفی (عربی: طارق مصطفى؛ زادهٔ ۱ آوریل ۱۹۷۱) یک بازیکن فوتبال اهل مصر است.

## باشگاهی
از باشگاه‌هایی که در آن بازی کرده‌است می‌توان به باشگاه ورزشی زمالک، باشگاه ورزشی اسماعیلی، باشگاه فوتبال آنکاراگوچو، اشاره کرد.

## تیم ملی
وی همچنین در تیم ملی فوتبال مصر بازی کرده است.